# Charlotte Gray (película)
Charlotte Gray es una película de 2001 dirigida por Gillian Armstrong y  protagonizada por Cate Blanchett.

## Sinopsis
Estamos en 1943. Charlotte Gray se lanza en paracaídas detrás de las líneas enemigas en la zona ocupada del sur de Francia. Sólo ella conoce la doble naturaleza de su misión. Ha sido reclutada oficialmente por el gobierno inglés para unirse a un grupo local de la Resistencia que utiliza tácticas de guerra de guerrillas para enfrentarse al ejército alemán de ocupación. Pero, de forma no oficial, lo que quiere es buscar a su novio Peter, un piloto inglés que ha desaparecido en acción cuando su avión es abatido por el enemigo. Charlotte se involucra en la lucha del comando de la Resistencia, que dirige Julien Levade, y pronto se da cuenta de que su amor por Francia y su pueblo va a cambiar su vida para siempre.

## Reparto
- Cate Blanchett - Charlotte Gray
- Billy Crudup - Julien Levade
- Michael Gambon - Levade